# Ronde van Spanje 1970
De 25e editie van de Ronde van Spanje ging op 23 april 1970 van start in Cádiz, in het zuiden van Spanje. Na 3568 kilometer en 19 etappes werd op 12 mei in Bilbao gefinisht. De ronde werd gewonnen door de Spanjaard Luis Ocaña.

## Eindklassement
Luis Ocaña werd winnaar van het eindklassement van de Ronde van Spanje van 1970 met een voorsprong van 1 minuut en 18 seconden op Agustín Tamames. In de top tien eindigden acht Spanjaarden. 
| rang | renner                  | land   | ploeg            | tijd       |
| ---- | ----------------------- | ------ | ---------------- | ---------- |
| 1    | Luis Ocaña              | Spanje | Bic              | 89u 57'12" |
| 2    | Agustín Tamames         | Spanje | Werner           | + 1'18"    |
| 3    | Herman Vanspringel      | België | Mann - Grundig   | + 1'27"    |
| 4    | Jesús Manzaneque        | Spanje | Werner           | + 1'27"    |
| 5    | Willy In 't Ven         | België | Germanwox - Wega | + 2'00"    |
| 6    | Francisco Galdós        | Spanje | KAS              | + 3'07"    |
| 7    | Miguel María Lasa       | Spanje | La Casera        | + 3'09"    |
| 8    | Joaquim Galera          | Spanje | La Casera        | + 3'15"    |
| 9    | Luis Pedro Santamarina  | Spanje | Werner           | + 3'50"    |
| 10   | Juan Manuel Santisteban | Spanje | Karpy            | + 4'15"    |

## Etappe-overzicht
| Etappe  | Datum    | Van - naar                        | Km       | Etappewinnaar          | Klassementsleider |
| ------- | -------- | --------------------------------- | -------- | ---------------------- | ----------------- |
| Proloog | 23 april | Cádiz                             | 6 (ITT)  | Luis Ocaña             | Luis Ocaña        |
| 1       | 24 april | Cádiz - Jerez de la Frontera      | 170      | Eddy Peelman           | René Pijnen       |
| 2       | 25 april | Jerez de la Frontera - Fuengirola | 217      | Julián Cuevas          | René Pijnen       |
| 3       | 26 april | Fuengirola - Almería              | 249      | Guido Reybrouck        | René Pijnen       |
| 4       | 27 april | Almería - Lorca                   | 161      | Jean Ronsmans          | Domingo Perurena  |
| 5       | 28 april | Lorca - Calpe                     | 209      | Luis Pedro Santamarina | René Pijnen       |
| 6       | 29 april | Calpe - Burriana                  | 198      | Eddy Peelman           | René Pijnen       |
| 7       | 30 april | Burriana - Tarragona              | 201      | Guido Reybrouck        | René Pijnen       |
| 8a      | 1 mei    | Tarragona - Barcelona             | 100      | Ramón Sáez             | René Pijnen       |
| 8b      | 1 mei    | Barcelona                         | 48       | Guido Reybrouck        | René Pijnen       |
| 9       | 2 mei    | Barcelona - Igualada              | 189      | Agustín Tamames        | Luis Ocaña        |
| 10      | 3 mei    | Igualada - Zaragoza               | 237      | Anatole Novak          | Luis Ocaña        |
| 11      | 4 mei    | Zaragoza - Calatayud              | 118      | Marinus Wagtmans       | Luis Ocaña        |
| 12      | 5 mei    | Calatayud - Madrid                | 204      | Johny Schleck          | Luis Ocaña        |
| 13      | 6 mei    | Madrid - Soria                    | 221      | Marinus Wagtmans       | Agustín Tamames   |
| 14      | 7 mei    | Soria - Valladolid                | 238      | Jan Serpenti           | Agustín Tamames   |
| 15      | 8 mei    | Valladolid - Burgos               | 134      | Ramón Sáez             | Agustín Tamames   |
| 16      | 9 mei    | Burgos - Santander                | 179      | Roger Rosiers          | Agustín Tamames   |
| 17      | 10 mei   | Santander - Vitoria               | 191      | Willy In 't Ven        | Agustín Tamames   |
| 18      | 11 mei   | Vitoria - San Sebastián           | 157      | José María Errandonea  | Agustín Tamames   |
| 19a     | 12 mei   | San Sebastián - Llodio            | 104      | Jos van der Vleuten    | Agustín Tamames   |
| 19b     | 12 mei   | Llodio - Bilbao                   | 29 (ITT) | Luis Ocaña             | Luis Ocaña        |